# 태화 (북위)
태화(太和, 477년 ~ 500년 1월)는 북위(北魏) 효문제(孝文帝) 원굉(元宏)의 세 번째 연호이다. 23년 동안 사용하였다. 499년 4월, 효문제의 뒤를 이어 즉위한 선무제(宣武帝)가 남은 9개월 동안 이어서 사용하였으며 500년에 개원하였다.

## 개원
- 승명(承明) 2년 1월 1일[1](477년 1월 30일)에 연호를 태화(太和)로 개원함.[2][3][4][5]

- 태화(太和) 24년 1월 5일[6](500년 2월 19일)에 연호를 경명(景明)으로 개원함.[7][8][9][5]

## 연대 대조표
| 태화        | 원년                           | 2년                 | 3년             | 4년        | 5년        | 6년        | 7년             | 8년                                             | 9년            | 10년       |
| 서기        | 477년                          | 478년               | 479년           | 480년      | 481년      | 482년      | 483년           | 484년                                           | 485년          | 486년      |
| 간지        | 정사(丁巳)                     | 무오(戊午)          | 기미(己未)      | 경신(庚申) | 신유(辛酉) | 임술(壬戌) | 계해(癸亥)      | 갑자(甲子)                                      | 을축(乙丑)     | 병인(丙寅) |
| 유송 (劉宋) | 원휘(元徽) 5년 승명(昇明) 원년 | 2년                 | 3년             | -          | -          | -          | -               | -                                               | -              | -          |
| 남제 (南齊) | -                              | -                   | 건원(建元) 원년 | 2년        | 3년        | 4년        | 영명(永明) 원년 | 2년                                             | 3년            | 4년        |
| 태화        | 11년                           | 12년                | 13년            | 14년       | 15년       | 16년       | 17년            | 18년                                            | 19년           | 20년       |
| 서기        | 487년                          | 488년               | 489년           | 490년      | 491년      | 492년      | 493년           | 494년                                           | 495년          | 496년      |
| 간지        | 정묘(丁卯)                     | 무진(戊辰)          | 기사(己巳)      | 경오(庚午) | 신미(辛未) | 임신(壬申) | 계유(癸酉)      | 갑술(甲戌)                                      | 을해(乙亥)     | 병자(丙子) |
| 남제 (南齊) | 영명(永明) 5년                 | 6년                 | 7년             | 8년        | 9년        | 10년       | 11년            | 융창(隆昌) 원년 연흥(延興) 원년 건무(建武) 원년 | 건무(建武) 2년 | 3년        |
| 태화        | 21년                           | 22년                | 23년            | 24년       |            |            |                 |                                                 |                |            |
| 서기        | 497년                          | 498년               | 499년           | 500년      |            |            |                 |                                                 |                |            |
| 간지        | 정축(丁丑)                     | 무인(戊寅)          | 기묘(己卯)      | 경진(庚辰) |            |            |                 |                                                 |                |            |
| 남제 (南齊) | 건무(建武) 4년                 | 5년 영태(永泰) 원년 | 영원(永元) 원년 | 2년        |            |            |                 |                                                 |                |            |

## 동시대 연호

### 중국
유송(劉宋)
- 원휘(元徽) (473년 ~ 477년)
- 승명(昇明) (477년 ~ 479년)

남제(南齊)
- 건원(建元) (479년 ~ 482년)
- 영명(永明) (483년 ~ 493년)
- 융창(隆昌) (494년)
- 연흥(延興) (494년)
- 건무(建武) (494년 ~ 498년)
- 영태(永泰) (498년)
- 영원(永元) (499년 ~ 501년)

고창국(高昌國)
- 건초(建初) (489년 ~ 496년)

기타 정권
- 당우지(唐寓之) 흥평(興平) (486년)

### 몽골
유연(柔然)
- 영강(永康) (464년 ~ 485년)
- 태평(太平) (485년 ~ 491년)
- 태안(太安) (492년 ~ 505년)

## 같이 보기
- 다른 왕조의 같은 연호
  - 조위(曹魏) 태화(太和, 227년 ~ 233년)
  - 후조(後趙) 태화(太和, 328년 ~ 330년)
  - 성한(成漢) 태화(太和, 344년 ~ 346년)
  - 동진(東晉) 태화(太和, 366년 ~ 371년)
  - 신라(新羅) 태화(太和, 647년 ~ 650년)

- 중국의 연호 목록